# Los Ricardos
Los Ricardos är en ort i Mexiko.   Den ligger i kommunen Chalchicomula de Sesma och delstaten Puebla, i den sydöstra delen av landet, 190 km öster om huvudstaden Mexico City. Los Ricardos ligger 2 457 meter över havet och antalet invånare är 764.
Terrängen runt Los Ricardos är platt åt sydväst, men åt nordost är den kuperad. Runt Los Ricardos är det ganska tätbefolkat, med 155 invånare per kvadratkilometer. Närmaste större samhälle är San José Esperanza, 4,9 km sydost om Los Ricardos. Omgivningarna runt Los Ricardos är en mosaik av jordbruksmark och naturlig växtlighet.